# دانشگاه تهران
دانشگاه تهران یک دانشگاه دولتی و یکی از بزرگ‌ترین و شناخته‌شده‌ترین مراکز آموزش عالی در ایران است. این دانشگاه براساس سابقه تاریخی، اجتماعی-فرهنگی و سیاسی آن، با القاب «دانشگاه مادر» و «نماد آموزش عالی» نیز شناخته می‌شود پیشنهاد اولیهٔ ساخت این دانشگاه را اسماعیل سنگ در سال ۱۳۰۵ داد و پس از انجام مطالعات اولیه توسط عیسی صدیق، در سال ۱۳۱۳، دانشگاه تهران به دستور رضاشاه تأسیس شد. دانشگاه تهران یک دانشگاه کالجی است، و در آن اقتدار حاکم و عملکردها بین سازمان مرکزی دانشگاه و دانشکدگان تشکیل‌دهنده این دانشگاه تقسیم شده‌است. این دانشگاه دارای ۱۹ دانشکدهٔ مستقل، ۶ دانشکدگان با ۲۹ دانشکده وابسته، ۵ پردیس منطقه‌ای، ۱۳ مرکز پژوهشی و ۱۸ مؤسسهٔ پژوهشی و پژوهشکده است. دانشگاه تهران، در نظام رتبه‌بندی وزارت علوم، تحقیقات و فناوری و همچنین رتبه‌بندی تایمز، رتبهٔ نخست در بین دانشگاه‌های ایران را به خود اختصاص داده است.

## تاریخچه

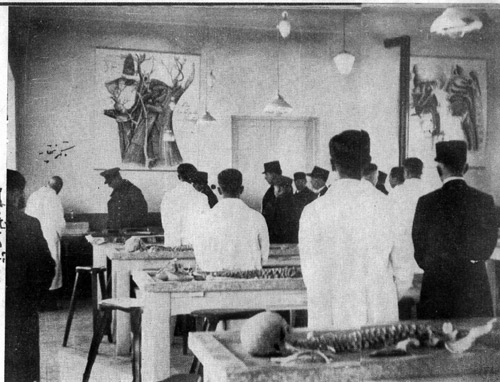
رضاشاه پهلوی و ابوالقاسم بختیار در آیین گشایش دانشکده پزشکی دانشگاه تهران

پیشنهاد نخستین و اولیهٔ ساخت دانشگاه را اسماعیل سنگ در سال ۱۳۰۵ داد و کلیات طرح تأسیس دانشگاه تهران را سال ۱۳۰۷، محمود حسابی به وزیر معارف وقت، اعتمادالدوله قراگوزلو پیشنهاد کرد؛ اما این طرح تا رسیدن علی اصغر حکمت به سمت وزارت معارف دنبال نشد. وزیر دربار وقت، عبدالحسین تیمورتاش، از طرف رضاشاه، عیسی صدیق (صدیق اعلم) را مأمور کرد تا در سال ۱۳۱۰ هجری خورشیدی به ایالات متحده آمریکا سفر کرده و پس از مطالعه در «تأسیسات علمی دنیای جدید»، طرحی برای تأسیس دانشگاه در کشور به دولت تقدیم نماید. طرح صدیق مورد قبول کفالت وزارت معارف وقت، علی اصغر حکمت، قرار گرفت و با پیگیری وی، سرانجام دانشگاه تهران در هشتم خرداد ماه ۱۳۱۳ به تصویب مجلس شورای ملی رسید.
در بهمن ۱۳۱۲، جلسه هیئت دولت تشکیل و در آن دربارهٔ آبادی تهران و زیبایی و شکوه ابنیه، عمارات و کاخ‌های آن سخن به میان آمد. محمدعلی فروغی، که ریاست وزرا را برعهده داشت، از یک سو و دیگر وزیران از سوی دیگر زبان به تحسین شهر گشودند و برخی از آنان برای جلب رضایت رضا شاه در این مقال عنان از کف دادند؛ اما علی اصغر حکمت، کفیل وزارت معارف، بی‌آنکه پیشرفت‌های پایتخت را نادیده انگارد، با لحنی محتاطانه چنین گفت: «البته که در آبادی و عظمت پایتخت شکی نیست» ولی تنها نقص آشکار آن اینست که «انیورسته» ندارد و حیف است که در این شهر نوین از این حیث از دیگر بلاد بزرگ عالم، واپس ماند». این سخنان ارزشمند تأثیر خود را برجای نهاد و بی‌درنگ مقبول همگان افتاد. از این رو علی‌اکبر داور با تخصیص بودجه اولیه‌ای به میزان ۲۵۰٬۰۰۰ تومان به وزارت معارف، باعث گردید تا زمین مناسبی برای تأسیس دانشگاه یافته شده و ساختمان آن در اسرع وقت پدید آید. علی‌اصغر حکمت بی‌درنگ دست به‌کار شد و جستجو برای مکان‌یابی مناسب دانشگاه را با کمک و مشاوره آندره گدار، معمار چیره‌دست فرانسوی که در آن روزگار به عنوان مهندس در خدمت وزارت معارف بود آغاز کرد. آنان پس از جستجوی بسیار در میان ابنیه، باغ‌ها و زمین‌های فراوان آن روز اطراف تهران، باغ جلالیه را برای احداث دانشگاه برگزیدند. در همین حال برخلاف امروز که یافتن زمین مناسب در شهر تهران برای ایجاد دانشگاهی عظیم تقریباً ناممکن است، در آن روزها زمین‌های فراوانی وجود داشت که صاحبان آن‌ها نه‌تنها در فروش آن‌ها امساکی نداشتند بلکه برای واگذاری به چنین مؤسساتی که مسلماً سود کلانی هم به دنبال داشت، سرودست می‌شکستند. از همین رو بود که گروهی از مالکان اراضی بهجت آباد با سوءاستفاده‌هایی نظر وزیر مالیه وقت را جلب کرده بودند که زمین‌های آن‌ها را برای تأسیس دانشگاه خریداری نماید. در حالی که به نظر موسیو گدار عرصه آن زمین‌ها تنگ و موقعیت آن‌ها سیل گیر بود و برای تأسیس دانشگاه به هیچ روی مناسب نبود. با این همه آقای داور رجحان در جلسه هیئت دولت به‌سختی بر خرید اراضی بهجت آباد پای فشرد و نظر بیشتر اعضاء را جلب کرده و سرانجام دولتیان، بهجت آباد را برگزیدند. در همین حال که علی اصغر حکمت دل‌شکسته و ناامید ناظر ماجرا بود، رضاشاه وارد شد و گفت: «باغ جلالیه را برگزینید. بهجت آباد ابداً شایسته نیست عرصه آن کم و اراضی آن سیل‌گیر است.» دولتیان در برابر این سخنان قاطع، زبان در کام کشیدند و احدی دم برنیاورد.
این مؤسسه با ادغام کردن دارالفنون، مدرسه علوم سیاسی، مدرسه طب، مدرسه عالی فلاحت و صنایع روستایی، مدرسه فلاحت مظفر (نخستین مدرسه کشاورزی در ایران)، مدرسه صنایع و هنر (مؤسس کمال الملک)، مدرسه عالی معماری، مدرسه عالی حقوق، و چند مرکز آموزش عالی دیگر تهران دایر گشت. در ۱۵ بهمن همان سال، رضاشاه کلنگ تأسیس دانشگاه تهران را در زمین‌های پردیس جلالیه تهران (در جنوب پارک لاله کنونی) به زمین زد و در جمعه ۲۴ اسفند رسماً دانشگاه تهران تأسیس شد.
در سال ۱۹۲۳ مجلس قانونی را تصویب کرد که بر اساس آن سالانه ۱۰۰ دانش‌آموز برتر دبیرستانی برای تحصیل در دانشگاه‌های خارجی اعزام شوند. این دانش‌آموختگان که تعدادشان به بیش از ۶۰۰ نفر رسید، به کادر علمی دانشگاه تازه تأسیس تهران پیوستند.

### نقش محمود حسابی
در برخی رسانه‌ها عنوان شده است که محمود حسابی مؤسس دانشگاه تهران بوده است. ضیاء موحد در مصاحبه‌ای ادعای نقش محمود حسابی در تأسیس دانشگاه تهران را کذب محض می‌داند. با این حال از وی به عنوان تدوین‌گر اساس‌نامه طرح تأسیس دانشگاه تهران و مؤسس دو دانشکده علوم و فنی دانشگاه تهران یاد شده است.

### طرح و الگو

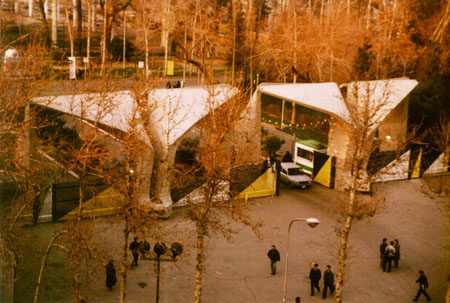
سردر پردیس مرکزی دانشگاه با طراحی خاص آن واقع در خیابان انقلاب تهران نماد اصلی دانشگاه و به صورت کلی‌تر، نماد آموزش عالی در ایران است.

این دانشگاه بر اساس موسسات آموزش عالی فرانسه الگوبرداری شد. طراحان ساختمان‌های دانشگاه تهران، مهندسین فرانسوی بودند و دروس و برنامه‌های هنرکده (دانشکده هنرهای زیبای فعلی) دقیقاً براساس الگوی دانشسرای عالی ملی هنرهای زیبای پاریس طراحی شد.
پردیس و بناهای این دانشگاه را معماران اروپایی رولان دوبرول، ماکسیم سیرو، مارکوف، الکساندر موزر، آندره گدار و محسن فروغی طراحی کردند.
بنای دانشگاه تهران در تاریخ ۱۸ آبان ۱۳۷۸ با شمارهٔ ثبت ۲۴۴۵ در فهرست آثار ملی ایران به ثبت رسیده است.

### نشان
نشان دانشگاه تهران الهام گرفته از یک گچبری دوره ساسانی در تیسفون است که یک نمونه‌اش در موزه ایران باستان وجود دارد. در این نشان دو بال در وسط نقش طراحی شده که نشان از اوج گرفتن و پرورش ذهنی دانشجویان دانشگاه دارد. دو بال به خط پهلوی به معنای فزونی در این اثر نگارش شده است. نمونه این دو بال در طرح لباس رسمی استادی دانشگاه تهران نیز به کار رفته است. این نشان توسط محسن مقدم از بنیان‌گذاران دانشکده هنرهای زیبای دانشگاه در حدود دهه ۱۳۲۰ طراحی شده است.

### توسعه

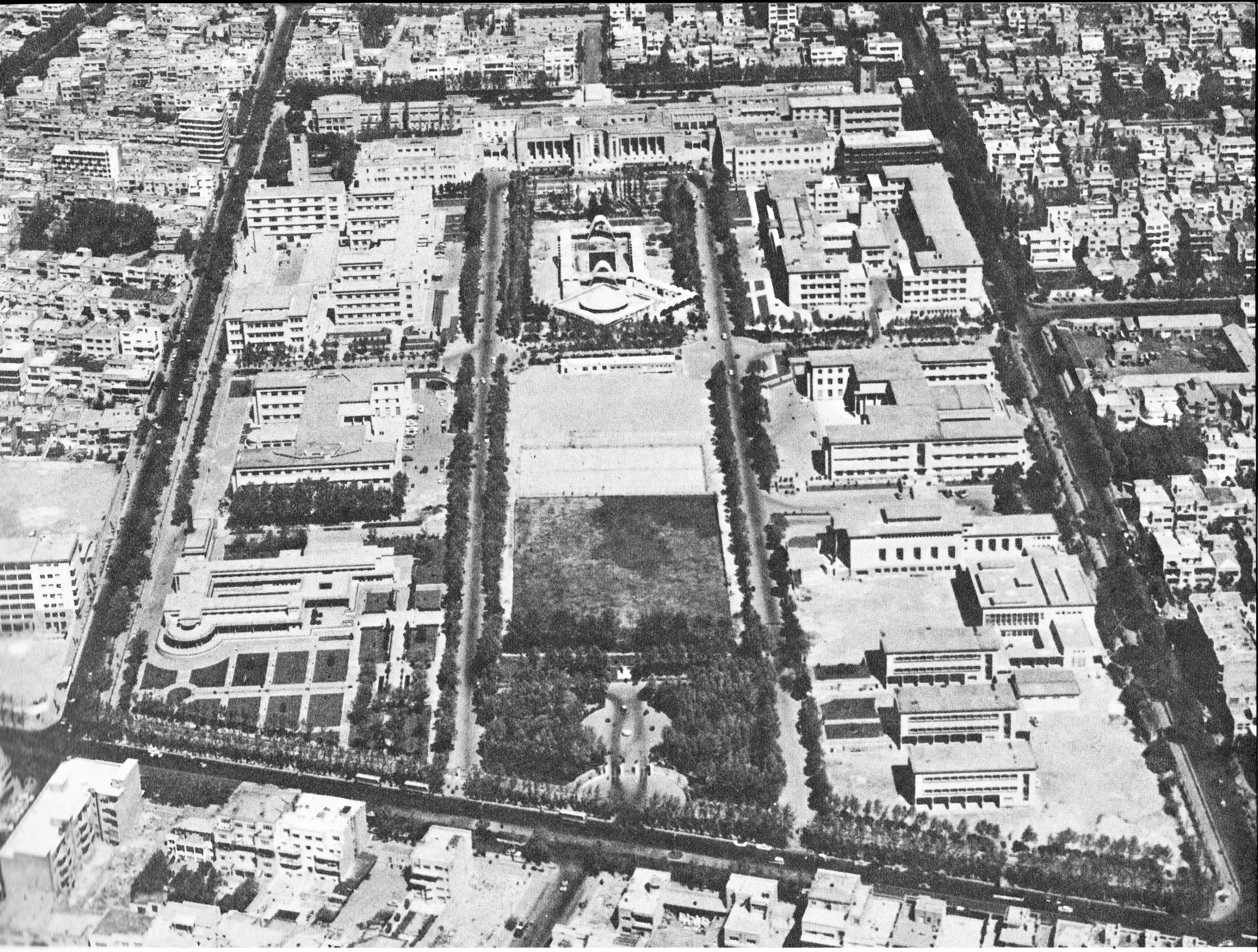
پردیس مرکزی دانشگاه در دههٔ چهل خورشیدی

در اواخر دهه ۱۳۲۰، ساختار درسی و پژوهشی دانشگاه تهران رفته‌رفته به سمت الگوبرداری از سیستم دانشگاه‌های آمریکایی حرکت کرد: به عنوان مثال، دانشکده کشاورزی این دانشگاه (پردیس علوم کشاورزی و منابع طبیعی واقع در شهر کرج) به کمک دانشگاه ایالتی یوتا توسعه و گسترش یافت.
نمونه‌های دیگری نیز می‌توان برشمرد: در سال ۱۳۳۳، مؤسسه علوم اداری دانشگاه (دانشکده مدیریت کنونی) به کمک دانشگاه کالیفرنیای جنوبی و به ریاست هری مارلو از این دانشگاه آغاز به ارائه مدارج دکتری کرد. در سال ۱۳۳۷، مؤسسه روزنامه‌نگاری دانشگاه تهران به کمک دانشگاه ویرجینیا و جیمز ولارد آغاز به کار کرد؛ و دانشگاه جانز هاپکینز بود که در سال ۱۳۴۳، رشته دکترای بیماری‌های سلولی (cytopathology) را راه‌اندازی کرد.
دانشگاه‌های دیگر آمریکایی که مستقیماً ناظر فعالیت‌های علمی و آکادمیک دانشگاه تهران بودند عبارت هستند از دانشگاه ایندیانا، دانشگاه ایلینوی اربانا-شمپین، دانشگاه کلرادو بولدر، دانشگاه آلاباما و دانشگاه ایالتی کلرادو

### تفکیک دانشگاه علوم پزشکی
پس از دو سال تعطیلی اجباری در سال‌های ۱۳۵۹ تا ۱۳۶۱ به واسطه انقلاب فرهنگی ایران توسط جمهوری اسلامی ایران، متعاقب تصویب قانون تشکیل وزارت بهداشت، درمان و آموزش پزشکی در سال ۱۳۶۴، دانشکده‌های علوم پزشکی از دانشگاه تهران رسماً به دستور بخشنامهٔ جدید دولت جدا و مستقل شدند و دانشگاه علوم پزشکی تهران را تشکیل دادند.

## فعالیت‌های دانشجویی

### پیش از انقلاب اسلامی
یکی از فعالیت‌های جنبش دانشجویی در این دانشگاه پیش از انقلاب اسلامی در ماجرای ۱۶ آذر ۱۳۳۲ بود. ۴ ماه پس از کودتای ۲۸ مرداد، اعتراضات دانشجویان دانشگاه تهران به دیدار ریچارد نیکسون از ایران و از سرگیری روابط با بریتانیا که با دخالت و تیراندازی نظامیان مواجه شد. در اثر این رویداد، ۶۵ دانشجو مجروح، سه دانشجو به نام‌های مصطفی بزرگ‌نیا، آذر شریعت‌رضوی و احمد قندچی مورد اصابت گلوله قرار گرفته و کشته شدند و ۳۰ دانشجو نیز بازداشت گردیدند. پس از آن به مناسبت این روز و گرامیداشت کشته شدگان، هر ساله در برخی دانشگاه‌ها برنامه‌هایی برگزار می‌شد اما بعد از انقلاب اسلامی، این روز رسماً به نام روز دانشجو نامگذاری شد و هر ساله در سراسر دانشگاه‌های کشور، برنامه‌هایی برگزار می‌شود.

### دهه هفتاد و هشتاد
دو اتفاق دانشگاهی مهم در دهه‌های هفتاد و هشتاد، یکی در زمان حمله به کوی دانشگاه تهران (۱۸–۲۳ تیر ۱۳۷۸) و دیگری ۱۰ سال بعد در پی اعتراض به نتایج انتخابات ۱۳۸۸ در ۲۲ خرداد ۱۳۸۸ بود. به گونه‌ای که خطبهٔ نماز جمعهٔ سید علی خامنه‌ای و سخنرانی‌های او پس از این اعتراضات با گریستن همراه شد.
سخنرانی ۲۱ تیر ۱۳۷۸:
«آخرین جمله را هم به امام و مقتدای خودمان ولی عصر ارواحنافداه عرض کنیم: ای سید و مولای ما! پیش خدای متعال گواهی بده که ما در راه خدا تا آخرین نفس ایستاده‌ایم. بزرگ‌ترین آرزو و افتخار بنده این است که در این راه پر افتخار پرفیض و پربهجت، جان خود را تقدیم کنم.»— سیدعلی خامنه‌ای، سخنرانی ۲۱ تیر ۷۸
خطبه نماز جمعه ۲۹ خرداد ۱۳۸۸ با چشمان اشک آلود:
من جان ناقابلی دارم، جسم ناقصی دارم، اندک آبروئی هم دارم که این را هم خود شما به ما دادید؛ همهٔ اینها را من کف دست گرفتم، در راه این انقلاب و در راه اسلام فدا خواهم کرد؛ اینها هم نثار شما باشد.— سیدعلی خامنه‌ای، خطبه نماز جمعه ۲۹ خرداد ۱۳۸۸
در اعتراضات ۱۳۸۸ به دلیل نگرانی از تحرکات تشکیلات و جنبش‌های دانشجویی در آبان ۱۳۸۸، یک ماه مانده به ۱۶ آذر، نزدیک به ۹۰ نفر از فعالان دانشجویی دستگیر شدند و اعتراضات ۱۶ آذر ۱۳۸۸ شکل گرفت. ستاره‌دار شدن، تعلیق و اخراج صدها دانشجو، بستن ده‌ها نشریه دانشجویی، بستن تریبون‌های دانشجویی و اخراج استادان منتقد از جمله اقداماتی بود که برای سرکوب این اعتراضات دانشجویی انجام شد.

### دهه نود

#### اعتراضات دی ۱۳۹۶
همزمان با اعتراضات خیابانی در تهران در ۹ دی ۱۳۹۶، دانشجویان دانشگاه تهران هم مقابل در اصلی آن به اعتراضات مردمی پیوستند که بازداشت گستردهٔ دانشجویان را در پی داشت.
شعار «اصلاح طلب، اصولگرا دیگه تمومه ماجرا» در همین روز توسط دانشجویان دانشگاه تهران سر داده شد.
سپاه ثارالله در ساعات پایانی همان شب، در طبقهٔ همکف و محوطهٔ بیمارستان دی که با شلیک تیر هوایی و با استفاده از شوکر و اعمال خشونت همراه شد. کسری نوری، دانشجوی حقوق بشر دانشگاه تهران و سه دانشجو از دانشگاه‌های دیگر بازداشت شدند.
فردای آن روز هم لیلا حسین‌زاده، دانشجوی علوم اجتماعی دانشگاه تهران و نزدیک به ۳۰ دانشجو از دانشگاه تهران و دیگر دانشگاه‌ها بازداشت شدند.

#### اعتراضات دانشجویی آبان ۹۸
اعتراضات گسترده آبان ۱۳۹۸ به دانشگاه تهران هم کشیده شد و در این دانشگاه همراه با حاشیه‌هایی بود. در روزهای ۲۶ و ۲۷ آبان، تجمع‌های بزرگ دانشجویی در پردیس مرکزی دانشگاه شکل گرفت. در روز ۲۷ آبان با نزدیک شدن به ساعات تاریکی شب، چندین آمبولانس حاوی نیروهای لباس شخصی وارد دانشگاه شدند و تعدادی از دانشجویان را دستگیر و داخل آمبولانس کردند. تعدادی دیگر از دانشجویان دانشگاه تهران هم در منزل شخصی خود یا مکانی بیرون از دانشگاه تهران بازداشت شدند. در آبان ماه ۱۳۹۸، بازداشت گستردهٔ دانشجوها با صدور قرار بازداشت اتفاق افتاد از جمله سها مرتضایی، کامیار ذوقی، سعید احمدزاده و ابوالفضل نژادفتح که از دانشگاه تهران بازداشت شدند.

#### اعتراض ۵۰۰ دانشجو به صدور احکام قضایی
گروهی از دانشجویان دانشگاه تهران با انتشار نامه‌ای به منصور غلامی، وزیر وقت علوم، تحقیقات و فناوری، به صدور احکام قضایی برای فعالان دانشجویی اعتراض کردند.

۵۰۰ دانشجوی دانشگاه تهران در نامه‌ای به منصور غلامی، به مجموع ۷۰ سال احکام زندان صادر شده برای سیزده دانشجوی این دانشگاه از جمله «مرضیه امیری»، «لیلا حسین‌زاده» و «کسری نوری» اعتراض کردند.

#### اعتراض ۳۴۵ دانشجو به حکم اخراج کسری نوری
۷ تیر ۱۴۰۰، گروهی از دانشجویان دانشگاه تهران در نامه‌ای به محمود نیلی احمدآبادی، رئیس دانشگاه تهران از او خواستند که حکم اخراج کسری نوری، دانشجوی زندانی را فوراً لغو کند.
دانشجویان دانشگاه تهران در این نامه گفتند که مسئولان دانشگاه تهران در اخراج کسری نوری «علاوه بر اقدامی حذف‌کننده و پلیسی، مرتکب عملی مطلقاً غیرقانونی شده‌اند».
ابتدا مسئولان دانشگاه محرومیت را تأیید و پس از ده روز کشمکش نهایتا دانشگاه تهران رسماً حکم اخراج را لغو کرد.

#### اعتراضات سقوط هواپیمای اوکراینی
پس از سه روز پنهان‌کاری حکومت جمهوری اسلامی ایران دربارهٔ شلیک موشک به هواپیمای اوکراینی، سپاه پاسدران انقلاب اسلامی، مسئولیت این حمله را به عهده گرفت. سپس اعتراضاتی در سراسر ایران از جمله در دانشگاه تهران و دانشگاه صنعتی امیرکبیر صورت گرفت که تمام این اعتراضات به خشونت کشیده شد و در دانشگاه تهران همراه با حمله لباس شخصی‌ها به خوابگاه دانشجویان بود.

#### اعتراض به واژگونی اتوبوس دانشجویان دانشگاه آزاد اسلامی واحد علوم و تحقیقات
در زمان واژگونی اتوبوس دانشجویان واحد علوم تحقیقات دانشگاه آزاد تهران در دی ماه ۱۳۹۷، اعتراضاتی در این باره در دانشگاه تهران رخ داد.

### اعتراضات دانشجویی و محدودیت برای دانشجویان پس ازاعتراضات ۱۴۰۱ ایران
سه روز بعد از کشته‌شدن مهسا امینی توسط گشت ارشاد یعنی در ۲۹ شهریور، دانشجویان دانشگاه تهران به اعتراضات سراسری پیوستند و دانشگاه تهران اولین دانشگاه در ایران بود که به این موضوع واکنش نشان داد. ۲۹ شهریور، شعارهای «آهای آهای نشسته‌ها، مهسای بعدی از شماست» و «ایرانیا غرق خون، استادامون خفه‌خون» سر دادند. ۳۰ شهریور، دانشجویان با تجمع در محوطه این دانشگاه با سردادن شعار «این همه سال جنایت، مرگ بر این ولایت» به نظام جمهوری اسلامی و سیاست‌های آن اعتراض کردند.
پس از خیزش ۱۴۰۱ ایران بسیاری از دانشجویان که در این اعتراضات دستگیر شده بودند یا در اعتراضات حضور داشتند، پس از آزادی از حضور در دانشگاه منع و با محدودیت‌های تحصیلی مواجه شدند و مقیمی رئیس دانشگاه تهران از ممنوع الورود شدن تعدادی از دانشجویان این دانشگاه که «مانع برگزاری کلاس‌ها» هستند، خبر داد.
به گفتهٔ کانال تلگرامی «شوراهای صنفی دانشجویان کشور» در جریان اعتراضات ۱۴۰۱ دانشجویان ایران پیرو کشته‌شدن مهسا امینی، در روز ۲۳ مهرماه ۱۴۰۱، تعدادی از دانشجویان دانشگاه تهران حین خروج از دانشگاه توسط حراست دانشگاه به اتاقکی کشانده شدند و توسط مأموران حراست و افرادی که خود را مأمور وزارت اطلاعات معرفی کرده‌اند، مورد ضرب‌وشتم با شوکر قرار گرفته‌اند. در ادامه، این دانشجویان به تالاری منتقل می‌شوند و از آن‌ها در حضور سیدمحمد مقیمی، رئیس دانشگاه تهران، و عبدالرضا سیف تعهداتی اخذ می‌شود.
دهم تیر ماه ۱۴۰۲ شورای صنفی دانشجویان کل دانشگاه تهران در بیانیه‌ای پایان فعالیت‌های خود را در اعتراض به مانع‌تراشی‌ها، بازداشت و سرکوب دانشجویان و اعضای شورای صنفی اعلام کرد.

### اخراج استادان
پس از خیزش ۱۴۰۱ ایران در دهم مهرماه همزمان با ادامه اعتراضات، دانشگاه تهران جلسه‌ای با استادان دانشکده‌های مختلف دربارهٔ وضعیت جاری جامعه ایران برگزار کرد. در این جلسه لعیا جنیدی، محمد جواد ظریف، مهدی سنایی، غلامعلی حداد عادل، پیروز حناچی، تقی آزاد ارمکی، صادق زیباکلام، الهه کولائی و علی طیب‌نیا سخنرانی کردند.
همچنین از سوی دیگر تعدادی از استادان نیز در این روند از دانشگاه اخراج، قطع همکاری، تعلیق و بازنشسته اجباری شدند. حسین مصباحیان، از استادان گروه فلسفه، آذین موحد دانشیار و رئیس سابق دانشکده موسیقی، داریوش رحمانیان استاد تاریخ از جملهٔ این استادان بودند.
محمد مقیمی در برابر مشکل افراد اخراجی را مشکل اخلاقی یا ناتوانی علمی اعلام کرد.

### جذب دانشجو از گروه حشد شعبی
دانشگاه تهران از سال ۱۴۰۲ اقدام به پذیرش دانشجو از میان اعضای گروه حشد شعبی کرد و اولین گروه ۳۰ نفره از اعضای این گروه شبه‌نظامی را به عنوان دانشجو وارد چرخهٔ آموزشی دانشگاه کرد. مقیمی، ریاست وقت دانشگاه، اعضای این گروه را افراد ناب و خالصی خواند که حاضرند جان خود را در راه ارزش‌های اسلامی فدا کنند. تعدادی از دانشجویان دانشگاه تهران با انتشار بیانیه‌ای تند این اقدام را «لشکرکشی به دانشگاه بعد از تک‌قطبی کردن محیط علم» اعلام کردند. همچنین انجمن آزادی‌خواه پلی‌تکنیک تهران نیز در بیانیه‌ای، تلاش برای ورود شبه‌نظامیان شیعه عراق به دانشگاه‌های ایران را «جنگ جدید» برای «خفه کردن اعتراض دانشجویان» دانستند.

### اعطای دکترای افتخاری دانشگاه تهران به بشار اسد و دادن بورسیه به دانشجویان سوری
در ۲۸ ام آذرماه ۱۴۰۲ مقیمی در دیدار با خانم «فادیا دیب» قائم مقام وزیر آموزش عالی سوریه اعلام کرد که به بشار اسد دکتری افتخاری و به دانشجویان سوری بورسیه می‌دهیم.

## کتابخانه مرکزی، مرکز اسناد و تأمین منابع علمی

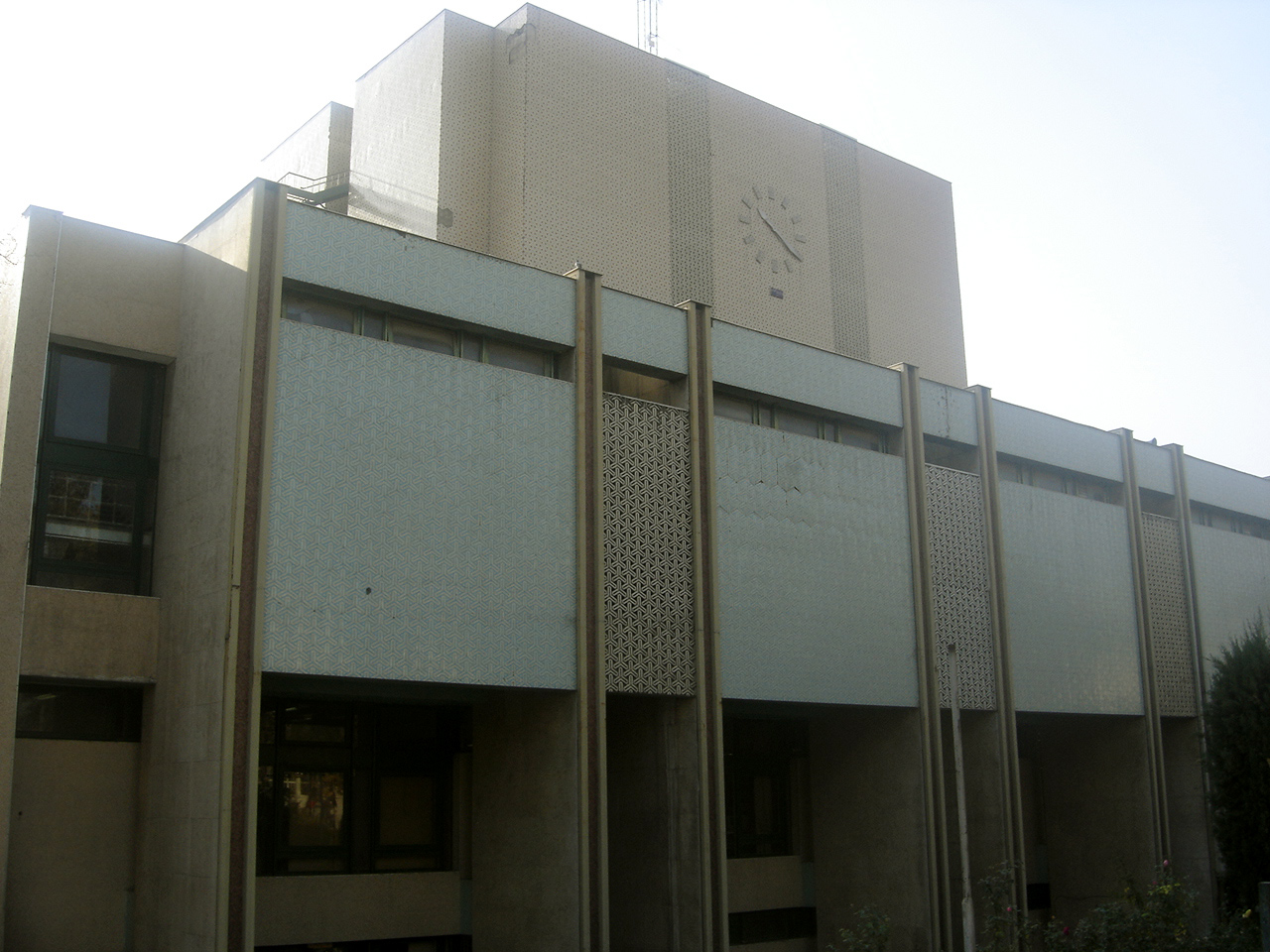
ساختمان کتابخانه مرکزی دانشگاه تهران

کتابخانه مرکزی و مرکز اسناد دانشگاه تهران بزرگ‌ترین کتابخانهٔ دانشگاهی در ایران است. هسته اصلی کتابخانه مرکزی دانشگاه تهران در سال ۱۳۲۸، با مجموعهٔ اهدایی سید محمد مشکوه، استاد دانشگاه تهران، شامل ۱۳۲۹ جلد نسخه خطی تشکیل گردید و بنای فعلی کتابخانه، در یکم مهر ۱۳۵۰ گشایش یافت. در طول این مدت، امور فنی کتابخانه، ایجاد ارتباط با مراکز علمی و دانشگاهی جهان، انتخاب و به کار گماردن کتابداران متخصص در زیرزمین سازمان مرکزی، زیرزمین دانشکده علوم و اتاق‌های مسجد دانشگاه انجام می‌شد. در سال ۱۳۵۳، به منظور گردآوری، نگهداری و سازمان‌دهی انتشارات غیرکتابی که از سازمان‌ها، وزراتخانه‌ها، دانشگاه‌ها، انجمن‌های فرهنگی، مؤسسات و مراکز داخل و خارج از کشور به کتابخانه مرکزی اهدا می‌شد، «مرکز اسناد» کتابخانه دایر گشت و نام آن به کتابخانه مرکزی افزوده شد.
ساختمان این کتابخانه با مساحت بیش از ۲۲۰۰۰ متر مربع دارای نه طبقه است که شامل دو طبقه زیرزمین، همکف، طبقه اول و ۵ طبقه مخزن کتاب، مطبوعات، اسناد و موزه کتابخانه است. کتابخانه مرکزی و مرکز اسناد اکنون در حدود ۵۰۰۰۰ عضو ثابت دارد و روزانه پاسخگوی بیش از ۴۵۰۰ نفر مراجعه‌کننده از دانشجویان دانشگاه تهران و دیگر دانشگاه‌ها و مؤسسات آموزش عالی و محققان و پژوهشگران داخل و خارج از کشور است. کتابخانهٔ مرکزی و مرکز اسناد از سال ۱۳۴۶ به عضویت فدراسیون بین‌المللی انجمن‌ها و موسسات کتابداری – ایفلا – درآمده است. در سال ۱۳۹۵، مدیریت این کتابخانه، امکان بازدید مجازی از کتابخانه و موزه را برای علاقه‌مندان فراهم کرد. ریاست کتابخانه مرکزی دانشگاه بر عهده رسول جعفریان است.

### کانون‌های دانشجویان دانشگاه
در دانشگاه تهران نزدیک به ۲۰ سال است که کانون‌های دانشجویی فعالیت خودجوش دانشجویی را انجام می‌دهند. اکنون نزدیک به ۹۲ کانون در این دانشگاه ثبت شده که ۴۵ عدد از آن‌ها فعال است. این نهاد متولی فعالیت‌های فرهنگی نظیر شب شعرها، فعالیت‌های هنری نظیر موسیقی، تئاتر و هنرهای تجسمی، فعالیت‌های اجتماعی نظیر هلال احمر و فعالیت‌های خیریه و دینی نظیر فعالیت‌های مذهبی در میان دانشجویان دانشگاه تهران است.
هر ساله از میان تمام دبیران کانون‌های دانشگاه یک نفر به عنوان دبیر شورای هماهنگی انتخاب می‌شود که مسئولیت هماهنگی و هدایت مسیر توسعه کانون‌ها را بر عهده دارد.

### نهادهای دانشجویی
فعالیت‌های دانشجویی (حکومتی یا مذهبی) در دانشگاه تهران زیر نظر معاونت فرهنگی و اجتماعی دانشگاه تهران و معاونت دانشجویی است. انجمن اسلامی دانشجویان، شورای صنفی دانشگاه تهران، مجمع دانشجویان عدالتخواه (آرمان) و بسیج دانشجویی از جمله نهادهای فعال دانشجویی در این دانشگاه است.

### انتشارات
مؤسسه انتشارات دانشگاه تهران در سال ۱۳۲۵ هجری خورشیدی، فعالیت خود را به صورت مستقل و رسمی آغاز کرد. پرویز ناتل خانلری، نخستین شخصیت آغازگر این حرکت انتشاراتی بود. پس از وی، ذبیح‌الله صفا با یاری حسین مینوچهر، مدیریت توسعه انتشارات را به عهده گرفتند. در این هنگام بود که انتشار آثار برجسته، زمینه‌ساز شکوه انتشارات دانشگاه تهران شد. سپس حافظ فرمانفرماییان این وظیفه را به عهده گرفت اما به علت مسافرت علمی به آمریکا، ایرج افشار به مدت هفت سال در گسترش انتشارات تلاش کرد. پس از ایرج افشار، کوهستانی و پس از آن بهرام فره‌وشی عهده‌دار ریاست انتشارات و چاپ دانشگاه شدند. از شهریور ۱۳۵۷ تا ابتدای اسفند ۱۳۵۷، حسین عرفانی و پس از وی به مدت دو سال، داریوش فاتحی مسئولیت اداره مؤسسه چاپ و انتشارات دانشگاه تهران را به عهده گرفتند. پس از وی، فیروز حریرچی به مدت شش سال، سرپرست مؤسسه چاپ و انتشارات دانشگاه تهران شد. سپس محمد شکرچی زاده برای بار نخست از ۱۳۶۶، سرپرستی مؤسسه را به عهده گرفت. وی نیز در سال ۱۳۶۹ برای ادامه تحصیلات به خارج از کشور رفت و عباس راستگو به مدت هفت سال، سرپرست انتشارات و چاپ شد. در نیمه سال ۱۳۷۷، محمدعلی راد، عهده‌دار سرپرستی انتشارات شد. از آغاز سال ۱۳۷۸، بار دیگر سرپرستی مؤسسه انتشارات و چاپ دانشگاه تهران به محمد شکرچی زاده واگذار شد. از سال ۱۳۸۵ تا آذر ماه ۱۳۸۸، سید حمید طالب‌زاده، عهده‌دار ریاست مؤسسه بودند و از این تاریخ تا فروردین ۱۳۹۰، جان اله کریمی مطهر، ریاست انتشارات را بر عهده داشتند. سپس حسن سرشتی به سمت مدیر کل خدمات پژوهشی و ریاست مؤسسه انتشارات منصوب شد. پس از دوره شش‌ماهه مدیریت حسن سرشتی، ایرج اله‌دادی به سمت مدیر کل خدمات پژوهشی و انتشارات منصوب شدند. درحال حاضر، ریاست مؤسسه انتشارات را محمد موسی‌خانی، استاد دانشکده مدیریت دانشگاه تهران بر عهده دارد.

### سامانه نشر مجلات علمی
دانشگاه تهران اکنون، دارای بیش از ۱۰۰ نشریه تخصصی است که ۹۷ نشریه دارای رتبه علمی - پژوهشی از دبیرخانه کمیسیون بررسی نشریات علمی کشور (وزارت علوم، تحقیقات و فناوری) می‌باشند. این نشریات به صورت فصلنامه (چهار شماره در سال) یا دوفصلنامه (دو شماره در سال) منتشر می‌شوند. ویراستاری ادبی و صفحه آرایی مقالات و همچنین انتشار نشریات به صورت نسخه‌های الکترونیکی و چاپی در انتشارات دانشگاه تهران صورت می‌گیرد.

## رتبه‌بندی‌های بین‌المللی

### رتبه‌بندی‌های جامع

#### ۲۰۰۹
دانشگاه تهران (به جز دانشگاه علوم پزشکی تهران) در سال ۲۰۰۹ در رتبه‌بندی رتبه‌بندی سایمگو (که براساس تعداد مقالات علمی موسسات تحقیقاتی دولتی و آموزش عالی کشورهای مختلف موجود در دیتابیس اسکوپوس از انتشارات الزویر به دست آمده است) در رتبه ۳۰۸ جهان قرار داشت (در خاورمیانه، پس از چهار دانشگاه اسرائیلی در رتبه پنجم قرار داشت).

#### ۲۰۱۱
براساس جدیدترین رتبه‌بندی دانشگاه‌های دنیا در ژوئیه سال ۲۰۱۱ و براساس وب سنجی، دانشگاه تهران، برترین دانشگاه ایران شد. دانشگاه تهران با رتبه جهانی ۷۰۸، در شاخص اندازه صفحات وب، امتیاز ۵۰۲، در شاخص قابلیت مشاهده از سوی دیگران، امتیاز ۹۶۱، در شاخص فایل‌های قابل دسترسی، امتیاز ۷۸۸ و در شاخص میزان ارجاعات، امتیاز ۳۸۴ را به دست آورده است. این در حالی است که رتبه این دانشگاه در آخرین نسخه‌ای که از رتبه‌بندی وبومتریک در ماه مرداد منتشر شد، ۹۳۸ اعلام شده بود.

#### ۲۰۱۴
براساس نظام رتبه‌بندی بین‌المللی دانشگاهی شانگهای، در رتبه‌بندی دانشگاه‌های جهان در سال ۲۰۱۴، دانشگاه تهران رتبه ۵۶۶ را بین دانشگاه‌های برتر جهان کسب کرد. در سال ۲۰۱۵ نیز مجدداً در نظام رتبه‌بندی شانگهای، این دانشگاه در رتبه ۲۰۱ تا ۳۰۰ و در رشته‌های فنی و مهندسی نیز در رتبه ۵۱ تا ۷۵ در بین ۱۰۰ دانشگاه برتر جهان قرار گرفت.

#### ۲۰۱۸
براساس نظام رتبه‌بندی بین‌المللی دانشگاهی شانگهای در سال ۲۰۱۸، دانشگاه تهران در میان ۳۰۱ تا ۴۰۰ دانشگاه برتر جهان قرار گرفت.

#### ۲۰۱۹
براساس رتبه‌بندی دانشگاه ملی تایوان در سال ۲۰۱۹، دانشگاه تهران در رده ۲۵۹ جهان قرار گرفت.

#### ۲۰۲۱
طبق نظام رتبه‌بندی بین‌المللی دانشگاهی شانگهای در سال ۲۰۲۱، دانشگاه تهران توانست با کسب رتبه در بازهٔ ۳۰۱ تا ۴۰۰ در جمع ۴۰۰ دانشگاه برتر جهان و رتبه نخست در بین دانشگاه‌های داخل کشور قرار بگیرد.
۲۰۲۶
جدیدترین رتبه‌بندی کیو اس برای سال ۲۰۲۶ میلادی منتشر شده و دانشگاه تهران با ارتقای ۴۶ پله‌ای، جایگاه ۳۲۲ را در سطح جهانی کسب کرده و به عنوان برترین دانشگاه ایران در این رتبه‌بندی شناخته شد.

### رتبه‌بندی‌های موضوعی

#### شاخه موضوعی (Fields)

##### ۲۰۱۹
در رتبه‌بندی دانشگاه ملی تایوان
| شاخه موضوعی  | رتبه    |
| ------------ | ------- |
| علوم مهندسی  | ۷۱      |
| علوم کشاورزی | ۱۶۱     |
| علوم طبیعی   | ۳۰۱–۳۵۰ |

#### موضوعی (Subjects)

##### ۲۰۱۹
در رتبه‌بندی دانشگاه ملی تایوان
| موضوع                  | رتبه    |
| ---------------------- | ------- |
| مهندسی مکانیک          | ۹       |
| مهندسی شیمی            | ۲۸      |
| مهندسی عمران           | ۵۹      |
| علوم کشاورزی           | ۸۶      |
| علوم کامپیوتر          | ۱۱۷     |
| مهندسی برق             | ۱۱۹     |
| علوم مواد              | ۱۴۳     |
| شیمی                   | ۱۹۳     |
| محیط زیست              | ۱۹۸     |
| گیاه‌شناسی و جانورشناسی | ۲۱۴     |
| زمین‌شناسی              | ۲۵۵     |
| ریاضیات                | ۳۰۱–۳۵۰ |

### رتبه‌بندی در میان دانشگاه‌های کشورهای اسلامی
بر اساس رتبه‌بندی پایگاه استنادی جهان اسلام (ISC)، دانشگاه تهران رتبه سوم را در میان کشورهای مسلمان در سال ۲۰۱۶ کسب کرد.
| موضوع           | رتبه |
| --------------- | ---- |
| مهندسی و فناوری | ۱    |
| علوم کشاورزی    | ۳    |
| علوم اجتماعی    | ۳    |
| علوم طبیعی      | ۴    |

## بنیاد حامیان دانشگاه تهران
بنیاد حامیان دانشگاه تهران در تاریخ ۳۰ اردیبهشت ۱۳۹۳ برای تقویت و گسترش زیر ساخت‌های دانشگاه تهران، با کمک جمعی از خیرین و دانش‌آموختگان دانشگاه تهران به منظور حمایت از اهداف و مأموریت‌های ملی، منطقه‌ای و بین‌المللی دانشگاه به مثابه نماد آموزش عالی راه‌اندازی شد.

### موزه‌ها
- خانه و موزه مقدم
- باغ موزه نگارستان
- موزه جانورشناسی
- موزه گیاهشناسی
- موزه مؤسسه باستان‌شناسی
- موزه زمین‌شناسی

## پردیس‌ها، مراکز و مؤسسات پژوهشی
دانشگاه تهران شامل پردیس‌های منطقه ای، دانشکدگان، دانشکده‌های مستقل، مراکز پژوهشی و تحقیقاتی و مؤسسات پژوهشی و پژوهشکده‌ها متعددی است. باید توجه داشت که مفهوم دانشکدگان در این دانشگاه به مجموع چند دانشکده گفته می‌شود. پردیس دانشگاه تهران که از جنوب به خیابان انقلاب، از شمال به خیابان پور سینا و از شرق و غرب به ترتیب به خیابان‌های قدس و ۱۶ آذر محدوداست در سال ۱۳۱۳ ه‍.ش در مساحتی به وسعت ۲۱ هکتار تأسیس شد. در این مجموعه ساختمان دانشکده‌های هنرهای زیبا، ادبیات و علوم انسانی، علوم، فنی، حقوق و علوم سیاسی، پزشکی، دندانپزشکی، داروسازی و ساختمان کتابخانه مرکزی - که از مهم‌ترین کتابخانه‌های کشور به‌شمار می‌آید - و مسجد دانشگاه واقع شده است. سازمان مرکزی دانشگاه، اداره امور دانشجویی، مرکز بهداشت و درمان دانشجویان، دانشکده محیط زیست، جغرافیا، و… نیز در خیابان‌های اطراف دانشگاه قرار دارند. دانشکده‌های علوم اجتماعی، علوم تربیتی، کوی دانشگاه، اقتصاد، الهیات و معارف اسلامی به ترتیب در امیرآباد شمالی و خیابان مطهری واقع شده‌اند. همچنان‌که شماری دیگر از دانشکده‌ها و مراکز تحقیقاتی و پژوهشی دانشگاه تهران در بیرون از تهران در شهرهای قم، کرج، پاکدشت، ساری، چوکا و نشتارود واقع شده‌اند. در سال ۱۳۷۰ ه‍.ش دانشکده‌های: پزشکی، دندانپزشکی و داروسازی از دانشگاه تهران جداً شدند و دانشگاه علوم پزشکی تهران را تشکیل دادند.

### پردیس‌های منطقه ای
- پردیس البرز
- پردیس بین‌المللی کیش
- پردیس بین‌المللی خلیج فارس - قشم
- پردیس بین‌المللی ارس - جلفا
- پردیس بین‌المللی کاسپین - رضوانشهر

### دانشکدگان
- دانشکدگان فارابی (قم) (دانشکده مدیریت و حسابداری، دانشکده مهندسی، دانشکده حقوق و دانشکده الهیات) اولین و معتبرترین مرکز آموزش عالی استان قم
- دانشکدگان فنی (تهران، فومن و رضوانشهر) (دانشکده مهندسی برق و کامپیوتر، دانشکده مهندسی عمران، دانشکده مهندسی مکانیک، دانشکده مهندسی معدن، دانشکده صنایع و سیستم‌ها، دانشکده مهندسی صنایع، دانشکده مهندسی شیمی، دانشکده مهندسی متالورژی و مواد، دانشکده مهندسی نقشه‌برداری و اطلاعات مکانی، دانشکده علوم مهندسی، دانشکده فنی فومن، دانشکده فنی کاسپین رضوانشهر)
- دانشکدگان علوم و فناوری‌های میان رشته‌ای (دانشکده سامانه‌های هوشمند، دانشکده مهندسی انرژی و منابع پایدار، دانشکده مهندسی علوم زیستی، دانشکده مهندسی هوافضا (سامانه‌های هوافضایی))

دانشکدگان علوم (تهران) (دانشکده ریاضی، دانشکده آمار و علوم کامپیوتر، دانشکده فیزیک، دانشکده شیمی، دانشکده زیست‌شناسی، دانشکده زمین‌شناسی، دانشکده بیوتکنولوژی)
- دانشکدگان مدیریت (دانشکده مدیریت دولتی و علوم سازمانی، دانشکده مدیریت کسب و کار، دانشکده مدیریت صنعتی و فناوری، دانشکده حسابداری و علوم مالی)
- دانشکدگان هنرهای زیبا (تهران)، پردیس هنرهای زیبا (دانشکده شهرسازی، دانشکده معماری، دانشکده هنرهای تجسمی، گروه هنرهای نمایشی و موسیقی، گروه طراحی صنعتی)
- دانشکدگان کشاورزی و منابع طبیعی (کرج و پاکدشت) (دانشکده کشاورزی کرج، دانشکده منابع طبیعی کرج، دانشکده فناوری کشاورزی ابوریحان پاکدشت)

### دانشکده‌های مستقل
- دانشکدهٔ تجارت و مالیه
- دانشکدهٔ محیط زیست
- دانشکدهٔ گردشگری
- دانشکدهٔ علوم و فنون نوین
- دانشکدهٔ دامپزشکی
- دانشکدهٔ حکمرانی

#### دانشکده‌های علوم اجتماعی و رفتاری
- علوم اجتماعی
- جغرافیا
- روان‌شناسی
- اقتصاد
- مدیریت
- کارآفرینی
- علوم ورزشی و تندرستی

#### دانشکده‌های علوم انسانی
- ادبیات و علوم انسانی
- زبان‌ها و ادبیات خارجی
- الهیات و معارف اسلامی
- حقوق و علوم سیاسی
- مطالعات جهان
- معارف و اندیشه اسلامی

#### دانشکده معارف و اندیشه اسلامی دانشگاه تهران
دانشکده معارف و اندیشه اسلامی دانشگاه تهران در سال ۱۳۹۰ تأسیس شد. این دانشکده از خدمات علمی و آموزشی چهل عضو هیئت علمی تمام وقت و نزدیک به هفتاد مدرس مدعو بهره‌مند است. در این دانشکده خدمات آموزشی و پژوهشی گروه‌های آموزشی به دانشجویان کارشناسی ارشد و دکتری تخصصی ارائه می‌شود. برنامه‌ریزی و ارایه دروس معارف اسلامی در همه پردیس‌ها و دانشکده‌های دانشگاه تهران نیز بر عهده این دانشکده است.

### مراکز پژوهشی و تحقیقاتی
مرکز پژوهش‌های کاربردی مدیریت •  مرکز پژوهشی علوم و فناوری نانو •  مرکز پژوهشی مشخصه‌یابی پیشرفته •  مرکز تحقیقات بیوشیمی-بیوفیزیک •  مرکز تحقیقات بین‌المللی بیابان •  مرکز تحقیقات حفاظت خاک و آب کوهین •  مرکز مطالعات سیاستگذاری عمومی •  مرکز مطالعات حقوق انرژی •  مرکز مطالعات اوراسیای مرکزی •  مرکز مطالعات و همکاری‌های بین‌المللی •  مرکز مطالعات و تحقیقات زنان •  انستیتو مهندسی نفت •  مؤسسه مطالعات آمریکای شمالی و اروپا • مرکز تحقیقات اتمی تهران

### مؤسسات پژوهشی و پژوهشکده‌ها
پژوهشکده سامانه‌های هوشمند کاربردی • مؤسسه پژوهشی فرهنگ و هنر •  مؤسسه روان‌شناسی و علوم تربیتی •  مؤسسه پژوهش در مدیریت و برنامه‌ریزی انرژی •  مؤسسه توسعه و تحقیقات اقتصادی •  مؤسسه حقوق تطبیقی •  مؤسسه جغرافیا •  مؤسسه باستان‌شناسی •  مؤسسه لغت‌نامه دهخدا و مرکز بین‌المللی آموزش زبان فارسی •  مؤسسه ژئوفیزیک •  مؤسسه حقوق عمومی •  مؤسسه تحقیقات زیست‌محیطی آب و خاک •  مؤسسه آب •  مؤسسه مطالعات و تحقیقات اجتماعی •  مؤسسه تحقیقات علوم جزا و جرم‌شناسی •  پژوهشکده زبان ملل •  پژوهشکده تحقیقات کاربردی فرهنگ ایرانی •  پژوهشکده تاریخ علم •  پژوهشکده خودرو، سوخت و محیط‌زیست

## شبکه اینترنتی دانشگاه تهران
تلویزیون اینترنتی دانشگاه تهران با استفاده از همه ظرفیتهای ذی نفعان خود، ضمن بهره‌مندی فرهیختگان جامعه از حوزه‌های مختلف اندیشه در دانشگاه و تغذیه شبکه‌های علمی کشور، در ۱۶ آذرماه سال ۱۴۰۰ با حضور رئیس دانشگاه تهران و وزیر علوم، تحقیقات و فناوری افتتاح شد و تلاش می‌کند به تعمیق ارتباط آموزش عالی با لایه‌های مختلف جامعه بپردازد. هم‌اکنون سید مهدی شریفی، دانشیار دانشکده مدیریت و مشاور رسانه‌ای رئیس دانشگاه تهران، مدیریت شبکه اینترنتی دانشگاه تهران را برعهده دارد.
مدیر شبکه اینترنتی دانشگاه تهران در مورد این شبکه اینترنتی خاطر نشان کرد: دانشگاهی که نسبت به مسائل جامعه بی‌تفاوت باشد، دانشگاه گلخانه‌ای است؛ بنابراین دانشگاه باید با استفاده از ظرفیت ارزشمند اعضای فرهیخته هیئت علمی، فارغ التحصیلان و دانشجویان در راستای حل مسئله خدمتگزار باشد. باید بتوانیم هنرمندانه زبان علم را به زبان اجتماعی تبدیل کنیم که رابطه مان با جامعه قطع نشود بر این اساس و با همین هدف، شبکه اینترنتی دانشگاه تهران با بهره‌گیری از همین سرمایه‌های گرانسنگ فعالیت خود را آغاز کرده است. ذی نفعان شبکه اینترنتی دانشگاه تهران گروه‌های نخبگی هستند، به همین دلیل شعار شبکه هم به «حکمت و فرزانگی» مزین شده است.

## افراد

### رؤسا
تا سال ۱۳۲۱ هجری خورشیدی، دانشگاه تهران را وزیر فرهنگ مدیریت می‌کرد. از آن تاریخ به بعد ریاست دانشگاه، به صورت مستقل و زیر نظر وزارت فرهنگ درآمد.
نام مدیران دانشگاه از ابتدا تا کنون به شرح زیر است:
- علی‌اصغر حکمت (۱۳۱۷–۱۳۱۳)
- اسماعیل مرآت (۱۳۲۰–۱۳۱۷)
- عیسی صدیق علم (۱۳۲۰)
- سید محمد تدین (۱۳۲۰)
- مصطفی عدل (۱۳۲۱–۱۳۲۰)
- علی‌اکبر سیاسی (۱۳۳۳–۱۳۲۱)
- منوچهر اقبال (۱۳۳۶–۱۳۳۳)
- احمد فرهاد معتمد (۱۳۴۲–۱۳۳۶)
- جهانشاه صالح (۱۳۴۷–۱۳۴۲)
- فضل‌الله رضا (۱۳۴۸–۱۳۴۷)
- علی‌نقی عالیخانی (۱۳۵۰–۱۳۴۸)
- هوشنگ نهاوندی (۱۳۵۵–۱۳۵۰)
- احمد هوشنگ شریفی (۱۳۵۶–۱۳۵۵)
- قاسم معتمدی (۱۳۵۷–۱۳۵۶)
- عبدالله شیبانی (۱۳۵۷)
- محمد ملکی (۱۳۵۸–۱۳۵۷)
- حسن عارفی (۱۳۶۰–۱۳۵۹)
- علی مهدی‌زاده شهری (۱۳۶۰)
- ابوالقاسم گرجی (۱۳۶۱–۱۳۶۰)
- عباس شیبانی (۱۳۶۲–۱۳۶۱)
- بهمن یزدی صمدی (۱۳۶۴–۱۳۶۲)
- محمد فرهادی (۱۳۶۴)
- اسماعیل آوینی (۱۳۶۴)
- حسین فروتن (۱۳۶۷–۱۳۶۴)
- محمد رحیمیان (۱۳۷۲–۱۳۶۷)
- غلامعلی افروز (۱۳۷۳–۱۳۷۲)
- محمدرضا عارف (۱۳۷۶–۱۳۷۳)
- منصور خلیلی عراقی (۱۳۸۱–۱۳۷۶)
- رضا فرجی دانا (۱۳۸۴–۱۳۸۱)
- عباسعلی عمید زنجانی (۱۳۸۶–۱۳۸۴)
- فرهاد رهبر (۱۳۹۲–۱۳۸۶)
- محمدحسین امید (۱۳۹۳–۱۳۹۲)(سرپرست)
- محمود نیلی احمدآبادی (۱۴۰۰–۱۳۹۳)
- سید محمد مقیمی (۱۴۰۳ –۱۴۰۰)
- سید حسین حسینی (۱۴۰۳)(سرپرست)
- محمدحسین امید (تاکنون-۱۴۰۴)

### استادان
این فهرست برخی از استادان دانشگاه تهران را که در حوزه‌های مختلف دارای شهرت هستند دربرمی‌گیرد:
- غلامعلی افروز، پژوهشگر، سیاستمدار، روان‌شناس، بنیان‌گذار سازمان نظام روان‌شناسی و مشاوره ایران
- رضا فرجی دانا، سیاستمدار
- محمدرضا شفیعی کدکنی، شاعر، پژوهشگر و نویسنده
- سعید رضا عاملی، سیاستمدار
- مهدی بازرگان، سیاستمدار
- سید جعفر شهیدی، مؤسس مؤسسه لغت‌نامه دهخدا و مرکز بین‌المللی آموزش زبان فارسی
- یدالله سحابی، سیاستمدار
- مرتضی مطهری، فیلسوف و نویسنده
- غلامحسین دینانی، فیلسوف
- ژاله آموزگار، پژوهشگر فرهنگ و زبان‌های باستانی
- جلال افشار، بنیان‌گذار موزه جانورشناسی و حشره‌شناسی
- ایرج افشار، بنیان‌گذار کتابخانه مرکزی دانشگاه تهران
- محمدعلی اسلامی ندوشن، حقوق‌دان
- محمدابراهیم باستانی پاریزی، نویسنده و تاریخ‌نگار
- قیصر امین پور، نویسنده و شاعر
- عباس اقبال آشتیانی، ادیب
- محمدمهدی محی‌الدین الهی قمشه‌ای، فیلسوف
- محمدتقی بهار، شاعر
- محسن جهانگیری، فیلسوف
- محمدتقی دانش‌پژوه، محقق
- غلامعلی حداد عادل، سیاستمدار
- محمدباقر قالیباف، سیاستمدار
- فیروز حریرچی، پژوهشگر
- سید محمود حسابی، دانشمند
- محمد خوانساری، فیلسوف
- سیمین دانشور، نویسنده
- رضا داوری اردکانی، نویسنده و فیلسوف
- علی‌اکبر دهخدا، شاعر و ادیب
- محمود روح‌الامینی، مردم‌شناس
- عبدالحسین زرین‌کوب، نویسنده
- کریم ساعی، بنیان‌گذار علوم منابع طبیعی در ایران
- حمید سمندریان، کارگردان تئاتر
- کریم سنجابی، سیاستمدار
- ذبیح‌الله صفا، پژوهشگر
- یحیی عدل، پزشک
- قاسم غنی، سیاستمدار
- علی‌اکبر فرهنگی، پژوهشگر مدیریت
- بدیع‌الزمان فروزانفر، نویسنده و شاعر
- آندره گدار، معمار موزه ایران باستان و حافظیه
- محسن مقدم، باستان‌شناس، طراح آرم دانشگاه تهران و واقف خانه موزه مقدم
- هوشنگ سیحون، معمار سرشناس
- مهدی سلطانی سروستانی، کارگردان و بازیگر
- عزت‌الله نگهبان، پدر علم باستان‌شناسی
- رسول جعفریان، محقق تاریخ
- شیرین بیانی، تاریخ‌نگار و محقق ایرانی
- ملکه ملک‌زاده بیانی، باستان‌شناس و سکه‌شناس
- فاطمه سیاح، اولین زن استاد دانشگاه
- حسن طلایی مغانجوقی، باستان‌شناس
- صادق ملک شهمیرزادی، باستان‌شناس
- احمد تفضلی، زبان‌شناس
- حسن احمدی گیوی، نویسنده، ادیب
- محمد استعلامی، مولوی پژوه و حافظ‌شناس
- محمد معین، پدیدآورنده فرهنگ فارسی معین
- محمد مقدم، متخصص زبان‌های باستانی ایران
- حسن انوری، از برندگان جشنواره چهره ماندگار در رشته ادبیات
- محمد پروین گنابادی، مترجم
- عزیزالله جوینی، نسخه‌شناس
- جلال‌الدین همایی، شاعر
- حیدر غیایی، معمار ایرانی و از پیشگامان معماری نوین ایران
- آلنوش طریان، بانوی اختر فیزیک ایران و مادر نجوم
- محسن فروغی، معمار
- سید محسن حبیبی، استاد شهرسازی
- زهرا کیا، مترجم و پژوهشگر
- محمدعلی موحد، تاریخ‌نگار و حقوق دان
- غلام عباس مصلی‌نژاد، بزرگ‌ترین خیر حامی آموزش عالی کشور
- پریرخ دادستان، روان‌شناس
- محمد منصور فلامکی، از برندگان جشنواره چهره ماندگار رشته معماری در سال ۱۳۸۹
- اوژن آفتاندلیانس معمار تالار وحدت و کلیسای سرکیس مقدس
- غلامحسین صدیقی نوری، پدر جامعه‌شناسی در ایران
- سعید نفیسی، زبانشناس
- ناصر  کاتوزیان، حقوقدان
- جلال جلالی‌زاده، سیاستمدار، نویسنده و مترجم
- مرتضی ممیز، پدر هنر گرافیک معاصر ایران
- علی شکوری‌راد، سیاستمدار و پزشک
- امیربانو کریمی، از برندگان جشنواره چهره ماندگار
- مظاهر مصفا، استاد ادبیات و مصحح متون
- محمود جوادی‌پور، یکی از نخستین پایه‌گذاران جنبش نقاشی نوگرای ایران

### دانش‌آموختگان
- حسنعلی منصور، سیاستمدار و نخست‌وزیر ایران در دوره پهلوی دوم
- جمشید آموزگار، بیست و هشتمین نخست‌وزیر محمدرضا پهلوی
- ابوالحسن بنی‌صدر، نخستین رئیس‌جمهور ایران
- میرحسین موسوی، آخرین نخست‌وزیر ایران
- سید محمد خاتمی، پنجمین رئیس‌جمهور ایران
- حسن روحانی، هفتمین رئیس‌جمهور ایران
- اصغر فرهادی، اولین کارگردان ایرانی دارای دو جایزه اسکار
- شیرین عبادی، اولین ایرانی دارنده جایزه صلح نوبل
- رضا داوری اردکانی، فیلسوف و استاد نامدار ایرانی
- عبدالکریم سروش، فیلسوف ایرانی
- محمد ابراهیم باستانی پاریزی، تاریخ‌دان و نویسنده نامدار ایرانی
- سید جواد طباطبایی، پژوهشگر فلسفه و استاد علوم سیاسی
- سید موسی صدر، رهبر فکری و سیاسی شیعیان لبنان
- نچیروان ادریس بارزانی، رئیس فعلی اقلیم کردستان
- لطف‌علی عسکرزاده، مهندس برق و بنیان‌گذار منطق فازی
- بیژن نامدار زنگنه، وزیر نفت ایران در چهار دولت جمهوری اسلامی
- علی جوان، مخترع لیزر گازی و استاد دانشگاه ام‌آی‌تی
- محمد معین، پژوهشگر ایرانی و گردآورنده فرهنگ‌نامه معین
- یاور همدانی، شاعر و زبان‌شناس و پژوهشگر
- مصطفی چمران، وزیر دفاع دولت موقت انقلاب
- معصومه سیحون، صاحب گالری سیحون
- حسین امانت، طراح برج آزادی
- جهانگیر درویش، معمار ورزشگاه تختی تهران
- قمر آریان، مترجم و نویسنده
- منیر شاهرودی فرمانفرمائیان، نقاش
- سوسن تسلیمی، هنرپیشه و کارگردان تئاتر و سینما
- سیمین دانشور، نویسنده و مترجم ایرانی
- سعیده قدس، کارآفرین و بنیان‌گذار مؤسسه خیریه محک
- ایران کلباسی، زبان‌شناس
- ویدا شقاقی، زبان‌شناس
- محمد دبیرسیاقی، پژوهشگر ادبیات فارسی
- جلیل دوست‌خواه، ایران‌شناس و مترجم
- محمدامین ریاحی، تاریخ‌نگار
- علی‌اکبر سعیدی سیرجانی، ادیب و نویسنده
- سعید نجفی اسداللهی، لغت‌شناس عربی
- خسرو شکیبایی، بازیگر سرشناس سینما
- کورش فرزامی، طراح سردر دانشگاه تهران
- پرویز پورحسینی، بازیگر تئاتر
- مه‌لقا ملاح، فعال محیط زیست
- بهرام شاه محمدلو، کارگردان و تهیه‌کننده
- کریم ساعی، پدر جنگلبانی ایران
- غلامرضا ارژنگ، مؤلف کتاب‌های دستور زبان فارسی و آیین نگارش
- سیمین دانشور، نویسنده ایرانی
- لیلی تقی پور، نقاش و نخستین زن تصویرگر کتاب کودک
- حمیدرضا صدر، منتقد سینما و مفسر فوتبال
- مهرانگیز منوچهریان، نخستین سناتور زن مجلس سنای ایران
- بدرالزمان قریب، زبان‌شناس
- جبرئیل نوکنده، ریاست موزه ملی ایران
- عباس معروفی، نمایش‌نامه‌نویس، شاعر، ناشر و روزنامه‌نگار
- محمد دهش، حقوقدان، نویسنده، فعال مدنی و اجتماعی
- امیربانو کریمی، چهره ماندگار زبان و ادبیات فارسی
- علی مصفا، بازیگر
- پرویز ثابتی، رئیس ساواک تهران
- ایرج طهماسب، بازیگر و مجری
- سید محمد بهشتی، روحانی فقیه و سیاستمدار
- محسن منصوری، معاون اجرایی رئیس‌جمهور

- مجید صالحی، سیاستمدار و مدیر و شاعر

## نگارخانه

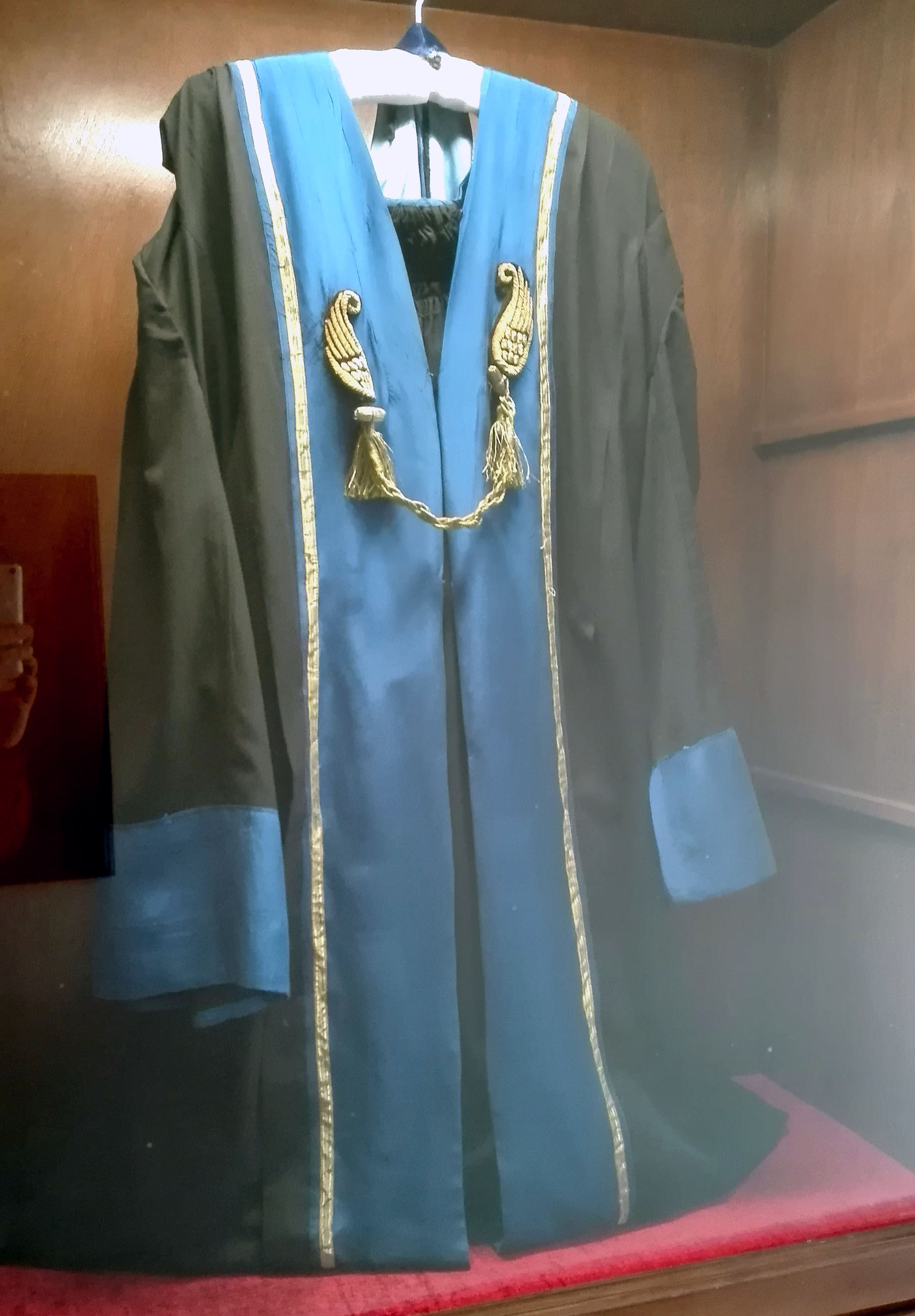
اتود نهایی نخستین لباس دانشگاهی دانشگاه تهران که توسط محسن مقدم ایجاد شده است.

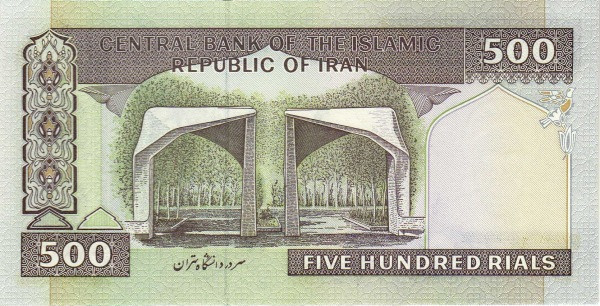
سردر دانشگاه تهران در اسکناس پانصد ریالی
سردر دانشگاه تهران در اسکناس ۵ هزار تومانی
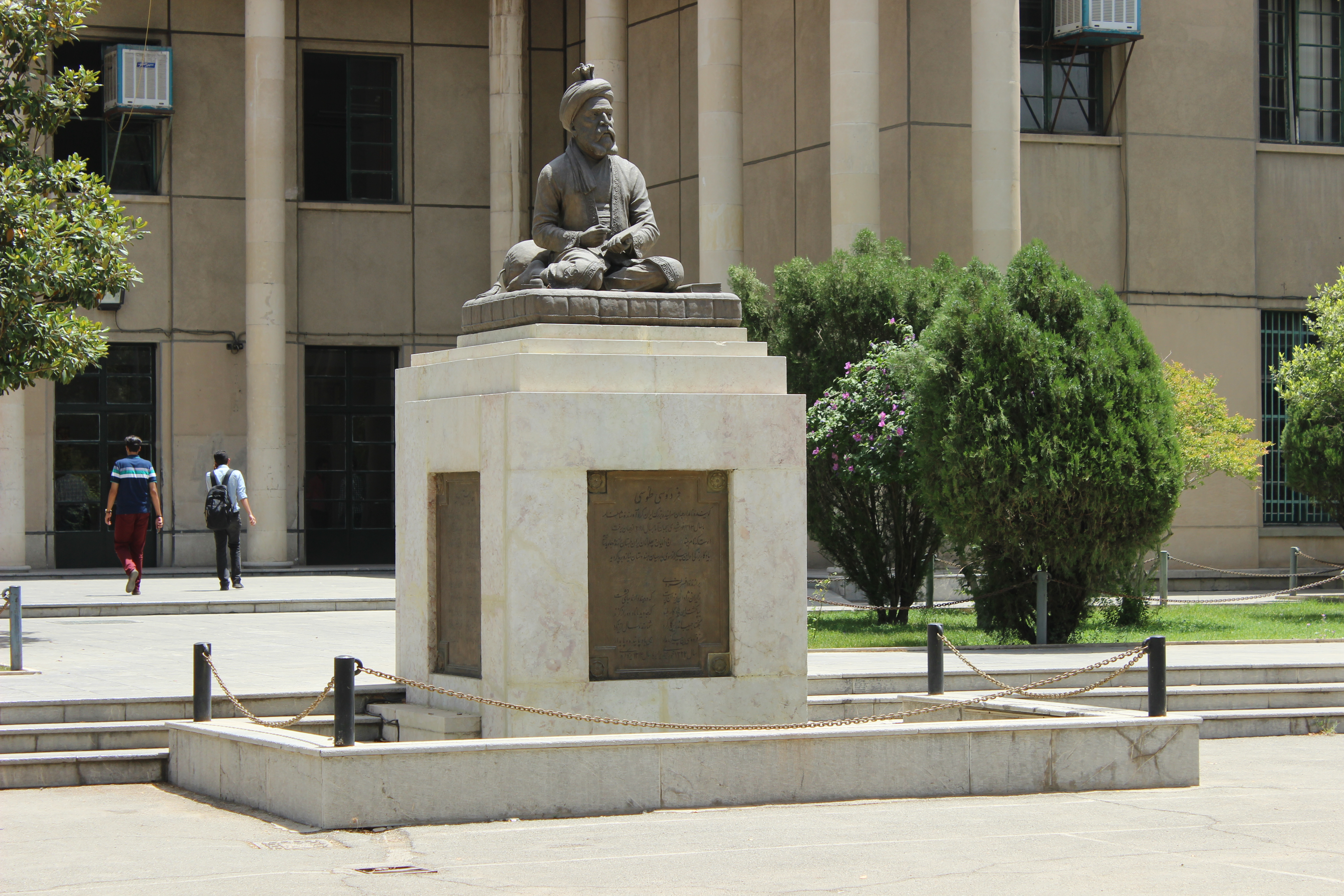
مجسمه فردوسی، ورودی دانشکدهٔ ادبیات و علوم انسانی
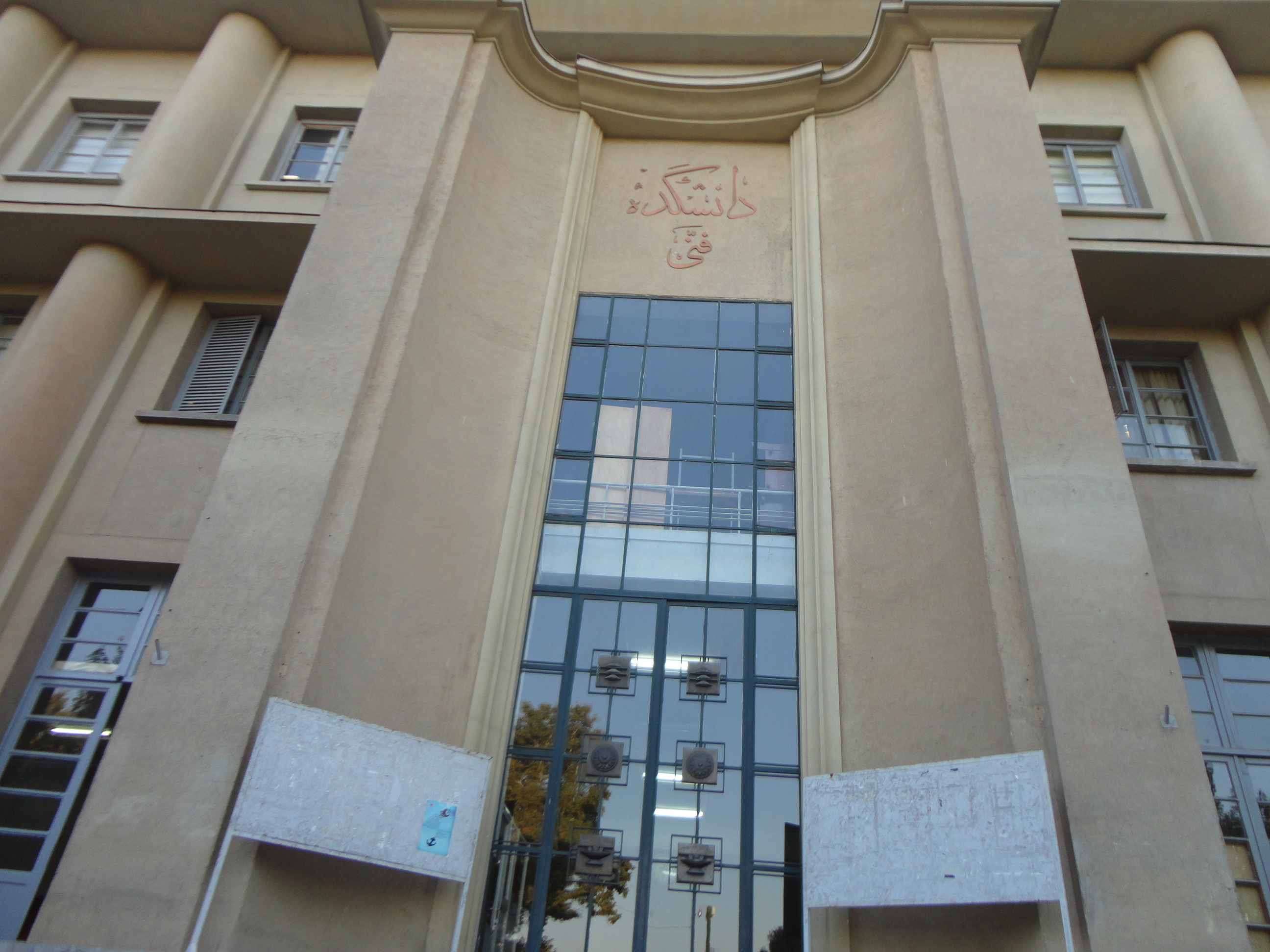
دانشکده فنی دانشگاه تهران (دانشکدگان مرکزی)
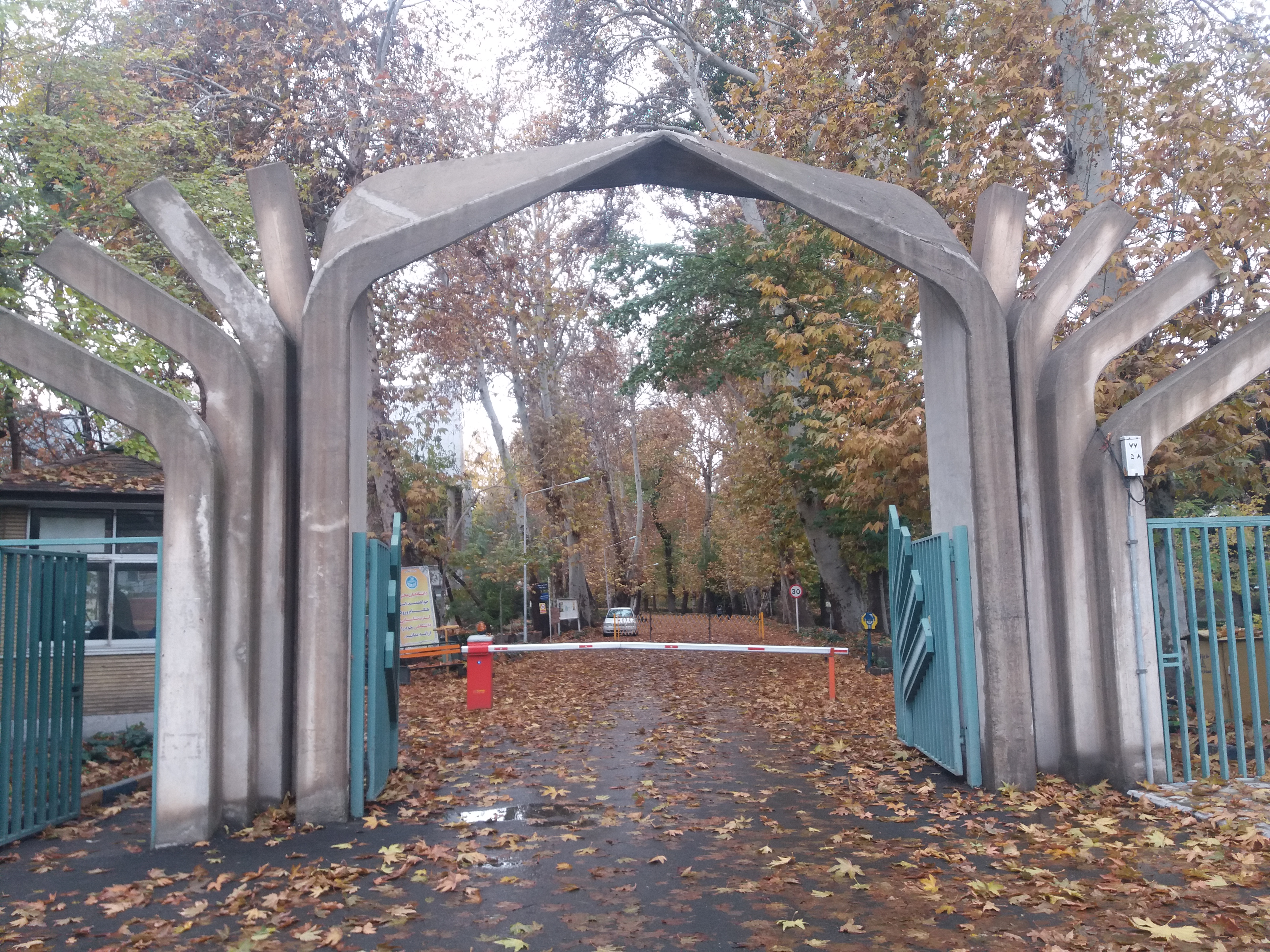
پردیس کشاورزی و منابع طبیعی
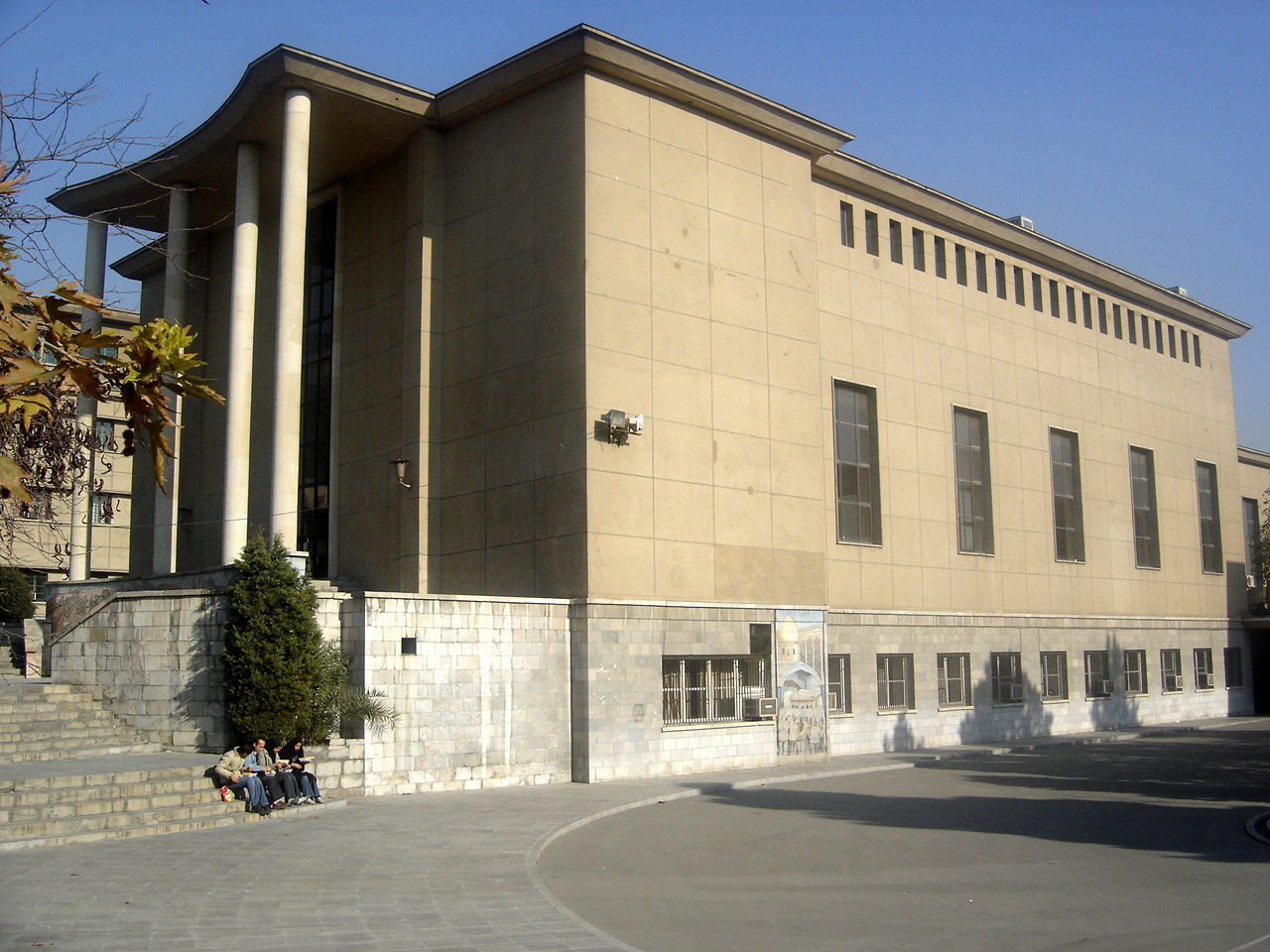
دانشکده هنرهای زیبای دانشگاه تهران
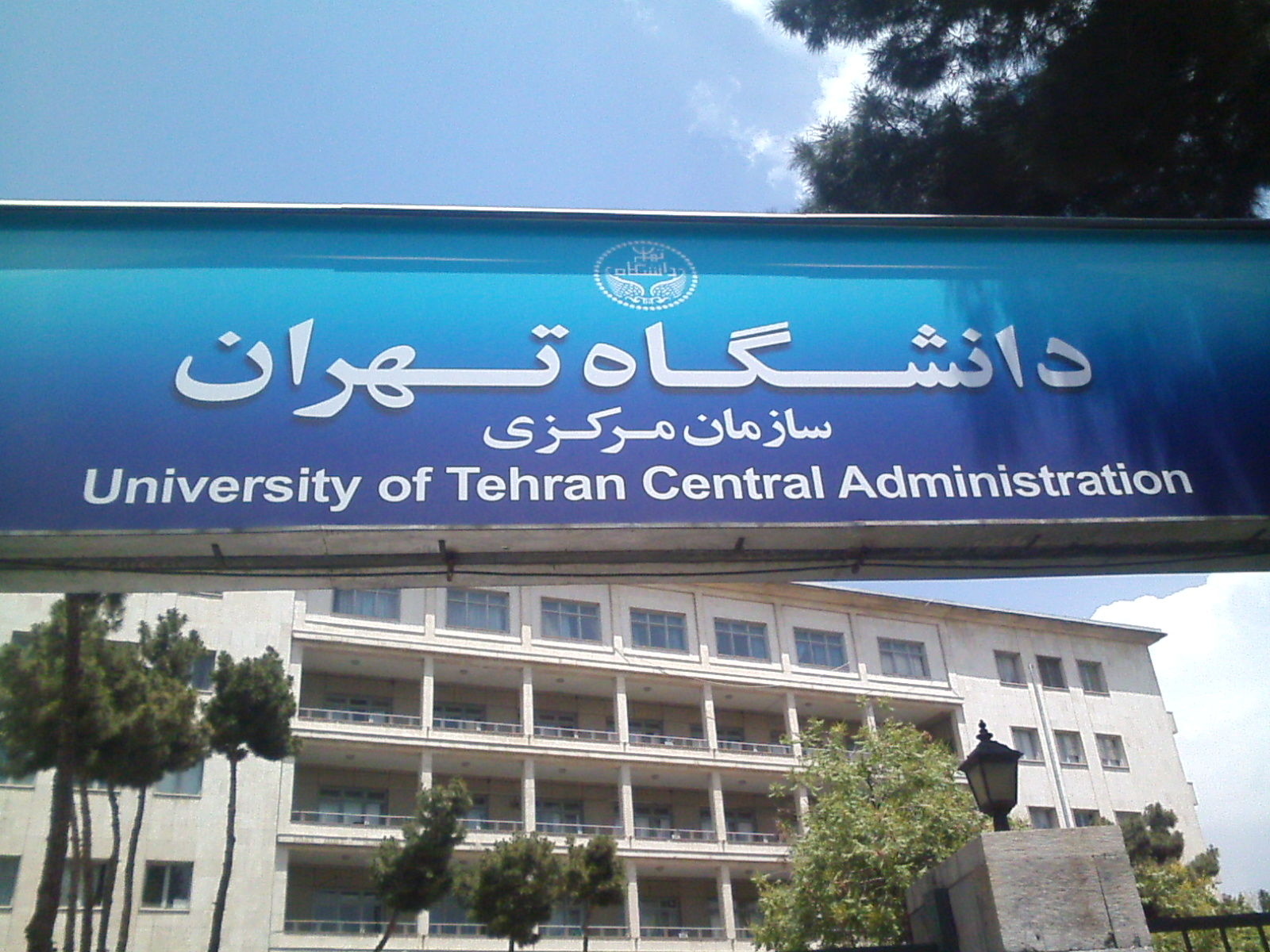
سازمان مرکزی دانشگاه تهران